# Lacapelle-Livron
Lacapelle-Livron (okzitanisch: La Capèla de Libron) ist eine französische Gemeinde mit 207 Einwohnern (Stand: 1. Januar 2022) im Département Tarn-et-Garonne in der Region Okzitanien (vor 2016: Midi-Pyrénées). Die Gemeinde liegt im Arrondissement Montauban und ist Teil des Kantons Quercy-Rouergue (bis 2015: Kanton Caylus). Die Einwohner werden Livronais genannt.

## Geografische Lage
Lacapelle-Livron liegt etwa 44 Kilometer nordöstlich vom Stadtzentrum von Montauban. Umgeben wird Lacapelle-Livron von den Nachbargemeinden Loze im Norden, Puylagarde im Nordosten, Parisot im Osten sowie Caylus im Süden und Westen.
Im westlichen Gemeindegebiet befindet sich ein Areal des Militärgeländes Les Espagnots.

## Einwohnerentwicklung
| Jahr      | 1962 | 1968 | 1975 | 1982 | 1990 | 1999 | 2006 | 2013 |
| --------- | ---- | ---- | ---- | ---- | ---- | ---- | ---- | ---- |
| Einwohner | 151  | 153  | 149  | 157  | 166  | 179  | 186  | 195  |

## Sehenswürdigkeiten
- Dolmen von Pataou

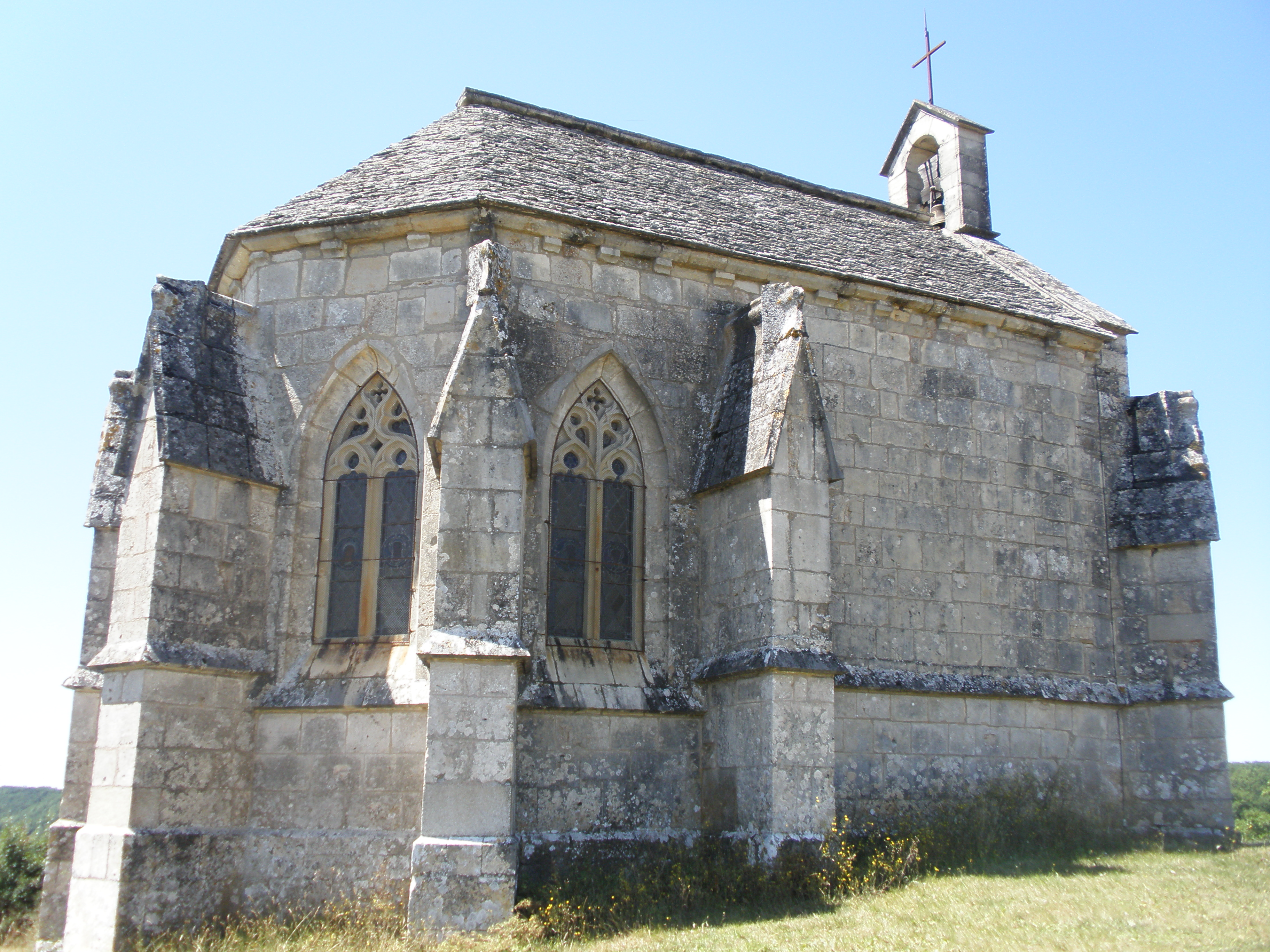
Kapelle Notre-Dame-des-Grâces
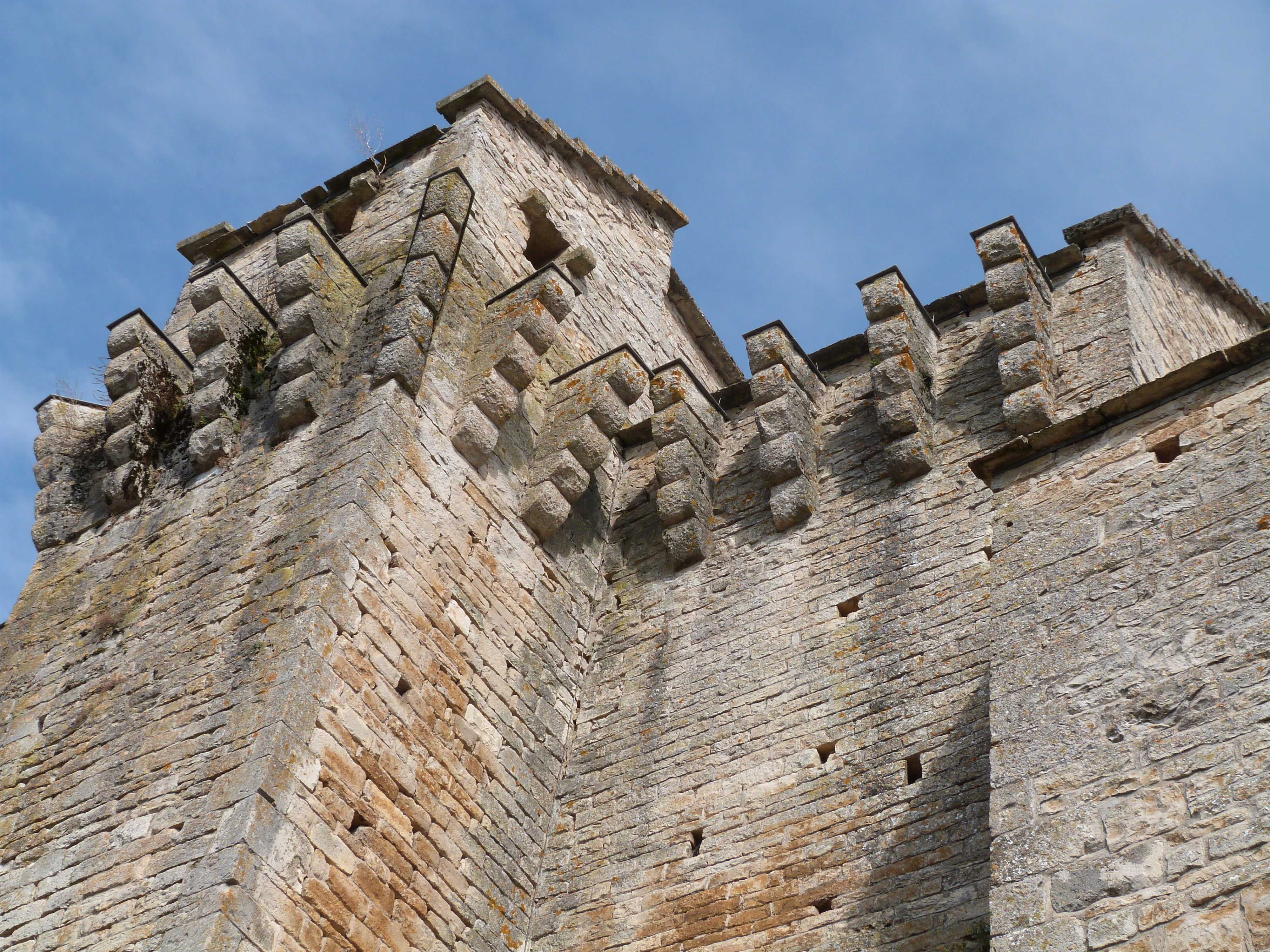
Donjon/Kapelle der Templerkomturei

- Komturei des Tempelritterordens

- Kapelle Notre-Dame-des-Grâces
- Donjon/Kapelle der Templerkomturei